# Léonie Vanhoutte
Pour les articles homonymes, voir Van Houtte.
Compléments
Personne liée: Louise de Bettignies
Léonie Vanhoutte, épouse Redier, également connue sous le pseudonyme de Charlotte Lameron, qu'elle avait adopté comme fausse identité pour ses activités secrètes, née sous le nom complet de Marie Léonie Vanhoutte le 13 janvier 1888 à Roubaix (Nord) et morte le 4 mai 1967 à Boulogne-Billancourt (Hauts-de-Seine), est une résistante et espionne française de la Première Guerre mondiale, infirmière-ambulancière de profession et d'abord engagée à ce titre au cours du conflit, qui travaillait à la frontière franco-belge au sein notamment du réseau Alice, dirigé par Alice Dubois alias Louise de Bettignies (1880-1918).

## Biographie

### Origines et débuts
Fille de Désiré Vanhoutte et de Léonie née Vanderstiegere, Marie Léonie Vanhoutte, dont le prénom usuel est le second hérité de sa mère, est née en janvier 1888 à Roubaix, dans le Nord de la France, dans la maison familiale de la rue de la Vigne,,,. 
Au début de la Première Guerre mondiale, elle est infirmière stagiaire et ambulancière à la Croix-Rouge. Cependant, lorsque cela implique de soigner des soldats non plus français et britanniques mais allemands, ce que sa hiérarchie lui demande de faire, elle refuse, change vite de poste et se rend alors dans les Flandres afin de devenir résistante et d'identifier les lieux de passage des réseaux de résistance dans le but que les Français et les Britanniques franchissent les lignes allemandes. En août 1914, elle joue un rôle déterminant dans la mise en place d'ambulances, sous sa fausse identité alors mise au point de " Charlotte Lameron ". Les informations sur son rôle varient, certaines sources affirmant que " Charlotte " travaillait comme fromagère, d'autres la qualifiant d'infirmière de la Croix-Rouge. 

### Le réseau Alice et Alice DuboisaliasLouise de Bettignies[5]
Elle est mise en contact peu après avec la grande résistante Louise de Bettignies (également connue sous son nom de guerre Alice Dubois), institutrice de profession de huit ans son aînée, et les deux jeunes femmes se rencontrent au château de Prouvost-Masurel, à Mouvaux, dans le département du Nord. Au printemps 1915, Léonie Vanhoutte commence à aider Louise de Bettignies dans le réseau Alice, groupe d'espionnes également connu sous le nom de Cercle Alice, du prénom d'emprunt de celle qui devient son amie, et à étendre les lieux d'espionnage aux villes voisines de Cambrai, Valenciennes et, dans l'Aisne, Saint-Quentin. Ces réseaux correspondent à des zones géographiques, divisées en secteurs, pour identifier les passages de trains, les mouvements de troupes allemandes, l'emplacement des magasins de munitions et les informations concernant l'armement. Celles qui y participent rédigent des rapports, codent les messages et les transmettent notamment aux armées britanniques via la Belgique et les Pays-Bas. Vanhoutte, alors personnalité du monde militaire et du renseignement, n'était plus infirmière et ambulancière mais pouvait voyager librement grâce aux ambulances détournées de leur usage fondamental et envoyait les informations par courrier à chaque endroit.
Le 24 septembre 1915, Léonie est arrêtée et envoyée à la prison de Saint-Gilles à Bruxelles. Elle est condamnée à 15 ans de prison, torturée et tombe malade du typhus. Les Allemands utilisent en outre des subterfuges pour la forcer à identifier Louise de Bettignies à partir de photographies, ce qui aboutit finalement à l'arrestation de sa compagne de lutte, qui meurt torturée le 27 septembre 1918, à Cologne, Köln, en Allemagne. Dans les mois qui suivent ce décès, à la fin de la Première Guerre mondiale, Léonie, survivante, est libérée.

### Vie privée, mort et funérailles
Vanhoutte épouse l'écrivain Antoine Redier le 19 juillet 1934 à Paris, en présence notamment du général Maxime Weygand, d'André Tardieu et du général Henri Gouraud. Elle passe régulièrement des vacances dans la Manche, à Hauteville-sur-Mer, où elle est inhumée conformément à sa volonté dans le caveau de sa belle-famille,, après sa mort en mai 1967 dans les Hauts-de-Seine.

### Anecdote
Selon l'historienne Isabelle Vahé, en travaillant à la loupe, les deux femmes sont capables d'inscrire jusqu'à 3000 mots sur un verre de lunetterie, les emblématiques lunettes que porte Léonie étant aussi un accessoire de résistance servant à inscrire des messages à l'encre sympathique.
On la connaît aussi sous les noms Marie-Léonie, Vanhoutte-Redier[réf. souhaitée].

## Hommages

### Décorations
- Chevalier de la Légion d'honneur (1927)
- Croix de guerre 1914-1918 (1919)
- Officier de la Légion d'honneur (1966)
- Officier de l'Ordre de l'Empire britannique (1918)
- Croix civique belge[14].

### Odonymes
Une rue porte son nom à Roubaix, ainsi que la place de l'église d'Hauteville-sur-Mer.

### Dans la culture
En 1937, un film historique de Léon Poirier met en scène les personnages de Léonie et Louise, Sœurs d'armes. Il a également publié un livre de ce titre sur ce film, adapté de La Guerre des Femmes de Redier, couronné par l'Académie française. 
Le roman de fiction historique de Kate Quinn The Alice Network (en), paru en 2017, en anglais, présente Marie Léonie Vanhoutte en tant que personnage secondaire. 